# Новодубровка (Біловський округ)
Новодубро́вка (рос. Новодубровка) — присілок у складі Біловського округу Кемеровської області, Росія.
Стара назва — Дубровський.

## Населення
Населення — 173 особи (2010; 162 у 2002).
Національний склад (станом на 2002 рік):
- росіяни — 92 %